# Warsaw Open 2006
Il Warsaw Open 2006 è stato un torneo di tennis che si è giocato sulla terra rossa. 
Il torneo faceva parte del circuito Tier II nell'ambito del WTA Tour 2006. 
Si è giocato a Varsavia in Polonia, dall'1 al 7 maggio 2006.

## Partecipanti

### Teste di serie
| Giocatrice          | Nazionalità | Ranking* | Testa di serie |
| ------------------- | ----------- | -------- | -------------- |
| Kim Clijsters       | Belgio      | 2        | 1              |
| Patty Schnyder      | Svizzera    | 4        | 2              |
| Elena Dement'eva    | Russia      | 9        | 3              |
| Svetlana Kuznecova  | Russia      | 10       | 4              |
| Francesca Schiavone | Italia      | 11       | 5              |
| Anastasija Myskina  | Russia      | 12       | 6              |
| Venus Williams      | Stati Uniti | 13       | 7              |
| Daniela Hantuchová  | Slovacchia  | 16       | 9              |

- Ranking al 24 aprile 2006.
- Anna-Lena Grönefeld testa di serie n° 8 non ha partecipato a causa di un infortunio al bicipite femorale sinistro, così Daniela Hantuchová è diventata la testa di serie n°9.

### Altre partecipanti
Giocatrici che hanno ricevuto una wildcard:
- Agnieszka Radwańska
- Urszula Radwańska

Giocatrici passate dalle qualificazioni:
- Emmanuelle Gagliardi
- Tetjana Perebyjnis
- Julia Vakulenko
- Galina Voskoboeva

Giocatrici lucky loser:
- Cvetana Pironkova

## Campionesse

### Singolare
Kim Clijsters ha battuto in finale  Svetlana Kuznecova con il punteggio di 7–5, 6–2

### Doppio
Anastasija Myskina /  Elena Lichovceva hanno battuto in finale  Anabel Medina Garrigues /  Katarina Srebotnik con il punteggio di 6–3, 6–4